# 交響曲第1番 (ジェイガー)
吹奏楽のための交響曲（Symphony for Band）は、アメリカのロバート・ジェイガーが作曲した最初の交響曲である。

## 概説
1963年秋に作曲され、翌年のオストウォルド賞に輝いた。標準的なコンサートバンド編成のために書かれ、初演を指揮したギルバート・ミッチェル大尉に献呈されている。
「吹奏楽のための交響曲」というタイトルで出版されたが、1976年に東京佼成ウインドオーケストラの委嘱で交響曲第2番「三法印」が作曲されたため、「交響曲第1番」と呼ばれるようになった。

## 初演
世界初演
公式な初演は1964年6月9日、ワシントンD.C.にて、ギルバート・ミッチェル大尉の指揮、アメリカ陸軍軍楽隊の演奏による。
日本初演
1967年6月8日、東京文化会館にて、山本正人の指揮、東京芸術大学音楽学部吹奏楽研究部の演奏による。

## 演奏時間
約23分

## 編成
| 木管 | 木管                      | 金管  | 金管     | 弦・打 | 弦・打                                                                     |
| ---- | ------------------------- | ----- | -------- | ------ | -------------------------------------------------------------------------- |
| Fl.  | 2, Picc.                  | Crnt. | 3, Tp. 2 | Cb.    | ●                                                                          |
| Ob.  | 2 (2はE.Hr.持ち替え)      | Hr.   | 4        | Timp.  | ●                                                                          |
| Fg.  | 2                         | Tbn.  | 3        | 他     | S.D., F.D., B.D., Tri., Cr.Cym., Susp.Cym., Tam-t., Glocken., Xylo., Vibe. |
| Cl.  | 3, E♭, Alto, Bass, C-Bass | Eup.  | ●        | 他     | S.D., F.D., B.D., Tri., Cr.Cym., Susp.Cym., Tam-t., Glocken., Xylo., Vibe. |
| Sax. | Alt. 2 Ten. 1 Bar. 1      | Tub.  | ●        | 他     | S.D., F.D., B.D., Tri., Cr.Cym., Susp.Cym., Tam-t., Glocken., Xylo., Vibe. |

## 出版
1964年、アメリカのヴォルクワイン（Volkwein Bros. Inc.）から、第1楽章、第2・第3楽章、第4楽章の3分冊で出版。
長らく絶版となっていたが、2013年にウィンズスコアから復刻版が出版された。

## 構成
第1楽章
Andante espressivo - Allegro - Andante
第2楽章
Alla marcia
第3楽章
Largo espressivo
第4楽章
Allegro con fuoco - Andante - Allegro molto vivace